# Himpunan Persatuan Pemuda Dan Mahasiswa Anti-Indonesia
Die Himpunan Persatuan Pemuda Dan Mahasiswa Anti-Indonesia HPPMAI (deutsch Anti-indonesischer Jugend- und Studentenverband, ab 1991 Himpunan Persatuan Pemuda Dan Mahasiswa Anti-Integrasi HPP-MAI) war eine Jugendorganisation in Osttimor, die sich gegen die Besetzung durch Indonesien richtete. Sie wurde 1985 gegründet und hatte ihre Basis am Externato de São José. Die Gruppe erhielt eine offizielle Anerkennung als Organisation durch den indonesischen Staat und arbeitete mit anderen Gruppen zusammen, wie OJETIL, den Pfadfindern, RENETIL und IMPETTU.

## Mitglieder
- Agusto Gama, Chef[4]
- Vasco da Gama (Mauleki), Vize[4]
- Antero Bendito[1]
- Gregório Saldanha[1]
- Sabino Soares (Guntur)[5]